# Windjammer: The Voyage of the Christian Radich

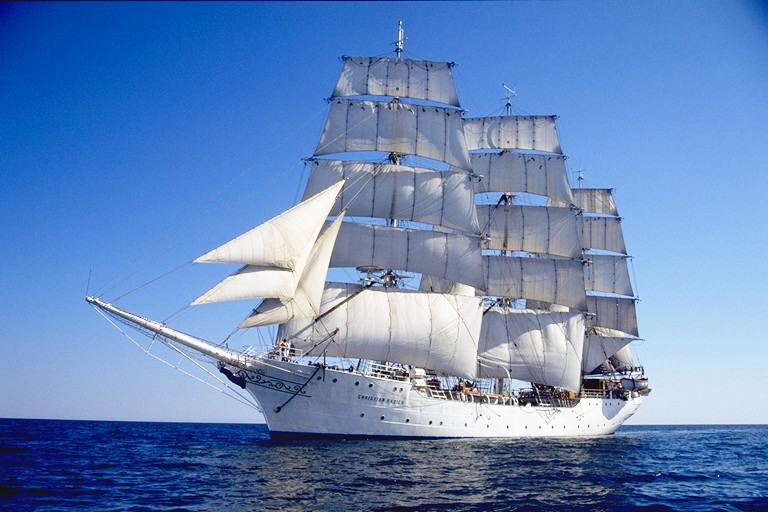

Pour plus de détails, voir Fiche technique et Distribution.
Windjammer: The Voyage of the Christian Radich est un film américain de Bill Colleran et Louis De Rochemont III, sorti en 1958. il s'agit d'un film documentaire sur le Christian Radich.

## Fiche technique
- Titre : Windjammer: The Voyage of the Christian Radich
- Réalisation : Bill Colleran et Louis De Rochemont III
- Scénario : James L. Shute
- Photographie : Joseph C. Brun et Gayne Rescher
- Musique : Morton Gould
- Pays d'origine : États-Unis
- Format : Couleurs
- Genre : documentaire
- Durée : 142 minutes
- Date de sortie : 1958

## Distribution
- Arthur Fiedler
- Wilbur De Paris
- Pablo Casals
- Orchestre Boston Pops